# Шамсабад (Хомейн)
Шамсабад (перс. شمس اباد) — село в Ірані, у дегестані Ростак, в Центральному бахші, шагрестані Хомейн остану Марказі. За даними перепису 2006 року, його населення становило 15 осіб, що проживали у складі 5 сімей.

## Клімат
Середня річна температура становить 13,14°C, середня максимальна – 32,47°C, а середня мінімальна – -8,72°C. Середня річна кількість опадів – 220 мм.
| Клімат поселення                              | Клімат поселення | Клімат поселення | Клімат поселення | Клімат поселення | Клімат поселення | Клімат поселення | Клімат поселення | Клімат поселення | Клімат поселення | Клімат поселення | Клімат поселення | Клімат поселення | Клімат поселення |
| Показник                                      | Січ.             | Лют.             | Бер.             | Квіт.            | Трав.            | Черв.            | Лип.             | Серп.            | Вер.             | Жовт.            | Лист.            | Груд.            |                  |
| Середній максимум, °C                         | 9,60             | 11,34            | 16,44            | 19,67            | 24,49            | 31,51            | 32,47            | 31,68            | 27,68            | 21,70            | 15,86            | 9,67             |                  |
| Середня температура, °C                       | 0,43             | 2,18             | 7,28             | 10,51            | 15,34            | 22,34            | 25,89            | 25,09            | 21,09            | 15,13            | 9,29             | 3,10             |                  |
| Середній мінімум, °C                          | −8,72            | −6,98            | −1,87            | 1,35             | 6,18             | 13,19            | 19,30            | 18,51            | 14,51            | 8,55             | 2,71             | −3,5             |                  |
| Норма опадів, мм                              | 37               | 35               | 39               | 26               | 17               | 2                | 2                | 1                | 1                | 7                | 22               | 31               |                  |
| Середньомісячна швидкість вітру, м/с          | 1.47             | 2.02             | 2.84             | 3.02             | 2.91             | 2.49             | 2.44             | 2.33             | 2.20             | 2.23             | 1.83             | 1.83             |                  |
| Середньомісячна сонячна радіація, кДж/м²·день | 9705             | 13021            | 15480            | 18708            | 22507            | 26718            | 25699            | 24332            | 21486            | 16051            | 11350            | 9292             |                  |
| --------------------------------------------- | ---------------- | ---------------- | ---------------- | ---------------- | ---------------- | ---------------- | ---------------- | ---------------- | ---------------- | ---------------- | ---------------- | ---------------- | ---------------- |
| Джерело:                                      |                  |                  |                  |                  |                  |                  |                  |                  |                  |                  |                  |                  |                  |